# ジャン＝ベルナール・レイモン
ジャン＝ベルナール・レイモン（フランス語：Jean-Bernard Raimond、1926年2月6日 - 2016年3月7日）は、フランスの政治家、外交官。フランソワ・ミッテラン政権（第1次コアビタシオン）で第11代外務大臣を務めた。

## 生涯
1926年2月6日にパリに誕生する。1947年に高等師範学校を経て、フランス国立行政学院（ENA）を卒業する。ENA卒業後に公務員となり、1967年にモーリス・クーヴ・ド・ミュルヴィル首相の官房に入る。外務省に入省後、1973年から1977年までモロッコ大使。1978年にルイ・ド・ギランゴー外務大臣の大臣官房に入り、1982年にポーランド大使となる。1985年に駐ソビエト連邦大使を経て、ジャック・シラク内閣（第1次コアビタシオン）で外務大臣として入閣する。レイモンの入閣は、旧知のミッテラン大統領の働きかけによるものであった。
1993年から2002年までブーシュ＝デュ＝ローヌ県選出の下院の国民議会議員を務め、共和国連合に所属した。
2016年3月7日にヌイイシュルセーヌにて亡くなった。90歳であった。